# Julian Budden
Julian Budden (Hoylake, 9 aprile 1924 – Firenze, 28 febbraio 2007) è stato un musicologo e critico musicale inglese, diventato anche produttore radiofonico.

## Biografia
È particolarmente noto per i tre volumi sulle opere di Giuseppe Verdi (pubblicati nel 1973, 1978 e 1981), una biografia in volume singolo (1982) e un volume su Giacomo Puccini e le sue opere (2002). Fu anche autore di numerose voci nel Grove Dictionary of Music and Musicians.
I suoi genitori erano Lionel Budden, professore di architettura all'Università di Liverpool, e Maud Fraser, poetessa, scrittrice e giornalista, che dal 1938 al 1964 scrisse  i versi per la striscia Curly Wee and Gussie Goose, pubblicata in numerosi giornali in tutto il mondo. Studiò alla Stowe School e frequentò studi classici al Queen's College di Oxford. Più tardi tornò alla Stowe per l'analisi di produzioni operistiche.
Dovette interrompere gli studi per la guerra mondiale; prestò servizio nella Friends' Ambulance Unit dal 1943 al 1946, in Austria e Italia. Terminò il suo corso di studi nel 1948, poi studiò piano (con Thornton Lofthouse) e fagotto (con Archie Camden) al Royal College of Music.
Dal 1951 al 1983 Budden lavorò per la BBC, dove divenne produttore capo per le opere (1970-1976) e organizzatore dei servizi musicali esterni (1976-1983). In questo periodo fu artefice di produzioni di molti lavori poco noti e di importanti revival, incluse le versioni originali di Macbeth, La forza del destino e Simon Boccanegra, e la versione francese completa di Don Carlo.
Contemporaneamente, Budden portò avanti l'attività di scrittore cominciando dalla pubblicazione della BBC, The Listener, per arrivare all'importante studio sulla produzione artistica Verdi, scritto in uno stile «prodigo per gli studiosi del passato... prodigo per i lettori. [La sua prosa era] piena di arguzia e rilassata comunicazione».
Dopo avere lasciato la BBC lavorò a Londra e Firenze (parlava benissimo l'italiano), dove fu corrispondente per l'Opera e fu animatore dell'Istituto Nazionale di Studi Verdiani a Parma. Fu presidente del Centro di Studi Giacomo Puccini a Lucca fino alla morte.
Nel 1987, egli divenne membro della British Academy e nel 1991 ricevette un importante riconoscimento, Ufficiale dell'OBE, per i servizi resi all'opera.
Il critico musicale Giorgio Pestelli ne sottolineò lo stile da gentiluomo inglese arguto e riservato, ricordando che la peculiarità di Budden era la conoscenza diretta, non solo accademica, delle opere di cui scriveva.

## Opere
- (EN) Julian Budden, The Operas of Verdi, Volume 1, 3rd, Londra, Cassell, 1983, ISBN 0-19-816261-8.
  -  Le opere di Verdi, traduzione di AA.VV., Volume 1: Da Oberto a Rigoletto, Torino, EDT musica, 1985, ISBN 88-7063-038-2.
- (EN) Julian Budden, The Operas of Verdi, Volume 2, 3rd, Londra, Cassell, 1983, ISBN 0-19-816262-6.
  -  Le opere di Verdi, traduzione di AA.VV., Volume 2: Dal Trovatore alla Forza del destino, Torino, EDT musica, 1986, ISBN 88-7063-042-0.
- (EN) Julian Budden, The Operas of Verdi, Volume 3, 3rd, Londra, Cassell, 1983, ISBN 0-19-816263-4.
  -  Le opere di Verdi, traduzione di AA.VV., Volume 3: Da Don Carlos a Falstaff, Torino, EDT musica, 1988, ISBN 88-7063-058-7.
- The New Grove Masters of Italian Opera, con altri, New York, W.W. Norton, 1981, ISBN 0-333-35383-8.
- Verdi (Master Musicians Series), New York, Weidenfeld & Nicolson, 1986 ISBN 0-460-02472-8; Oxford: Oxford University Press, 1992 ISBN 0-460-86111-5
  - Verdi , Introduzione di G. Biagi Ravenni, Pisa-Cagliari, Della Porta Editori, 2013, ISBN 978-88-96209-11-0.
- Encounters with Verdi, con Marcello Conati and Richard Stokes, Cornell University Press, 1997 ISBN 0-8014-9430-3
- (EN)  Puccini: His Life and Works, New York: Oxford University Press, 2002. (4 edizioni) ISBN 0-19-816468-8
  - Giacomo Puccini, trad. di Gabriella Biagi Ravenni, Collana Saggi n.38, Roma, Carocci, 2005, ISBN 978-88-430-4398-9; Collana Quality paperbacks, Carocci, 2007; Milano, Corriere della Sera-RCS MediaGroup, 2024.